# Tormaleo
Tormaleo är en ort i Spanien.   Den ligger i provinsen Province of Asturias och regionen Asturien, i den nordvästra delen av landet, 400 km nordväst om huvudstaden Madrid. Tormaleo ligger 921 meter över havet och antalet invånare är 423.
Terrängen runt Tormaleo är kuperad åt sydväst, men åt nordost är den bergig. Runt Tormaleo är det mycket glesbefolkat, med 2 invånare per kvadratkilometer. Närmaste större samhälle är Degaña, 14,1 km öster om Tormaleo. I omgivningarna runt Tormaleo växer i huvudsak blandskog.